# Francis Atterbury
Francis Atterbury, född 6 mars 1662, död 22 februari 1732, var en engelsk prelat och politiker. 
Atterbury vann rykte som predikant och blev 1691 kung Vilhelm III:s och drottning Marias kaplan. Under drottning Annas regering tog han verksam del i den toryistiska reaktionen och blev 1713 biskop av Rochester. Under Georg I var Atterbury det högkyrkliga partiets ledare och deltog 1720 i en sammansvärjning till förmån för den avsatta stuartska dynastin, men planen upptäcktes. Atterbury kastades i fängelse och dömdes av parlamentet 1722 till ämbetets förlust och landsförvisning. Han var sedermera en trogen rådgivare åt den stuartske pretendenten ("Jakob III"), tills en brytning inträdde mellan dem 1728.